# Браишору (Клуж)
Браишору (рум. Brăișoru) насеље је у Румунији у округу Клуж у општини Санкрају. Oпштина се налази на надморској висини од 562 m.

## Становништво
Према подацима из 2002. године у насељу је живело 129 становника, од којих су сви румунске националности.